# Clark Daniel Stearns
Clark Daniel Stearns (* 15. Januar 1870 im Miami-Dade County, Florida; † 25. Mai 1944 in Miami, Florida) war ein US-amerikanischer Marineoffizier. Am Ende seiner Militärzeit hatte er den Rang eines Captain erreicht. In den Jahren 1913 und 1914 war er Militärgouverneur von Amerikanisch-Samoa.

## Werdegang
Im Jahr 1891 absolvierte Clark Stearns die United States Naval Academy in Annapolis (Maryland). Danach schlug er eine Laufbahn als Offizier der United States Navy ein. Zwischen dem 14. Juli 1913 und dem 2. Oktober 1914 war er Militärgouverneur von Amerikanisch-Samoa. Während dieser Zeit richtete er drei Ausschüsse zur Verbesserung der politischen und sozialen Lage ein. Dabei handelte es sich um einen Verwaltungsausschuss, der aus den einzelnen Bezirksgouverneuren bestand, einen Krankenhausausschuss mit je drei Mitgliedern pro Bezirk und einen Kontrollausschuss, der die Arbeit der Verwaltung überprüfte. Stearns gründete auch neue Ministerien in seinem Außengebiet. Dazu gehörten die Ressorts für Recht, Finanzen, Innenpolitik, Landwirtschaft und Gesundheit.
Im Jahr 1918 kommandierte er den Militärfrachter USS Roanoke. Dort machte er mit Billigung seiner Vorgesetzten einen Versuch, mehr Mitbestimmung für die Besatzungsmitglieder an Bord des Schiffes zu erreichen. Er gründete zwei Vertretungen, bestehend aus Offizieren bzw. Mannschaftsgraden, die sich ähnlich wie ein Betriebsrat mit den Abläufen an Bord des Schiffes befassten. Dazu gehörte auch die Bewertung von Disziplinarmaßnahmen. Das Ziel war der Abbau von Spannungen innerhalb der Mannschaft. Stearns erhielt die Navy Distinguished Service Medal für seine Dienstzeit an Bord der USS Roanoke.
Anschließend schlug er eine Reform des Marinestrafrechts vor. Im Jahr 1921 übernahm er das Kommando über das Schlachtschiff USS Michigan. Dort führte er das gleiche System wie auf der Roanoke ein. Dieses Mal stieß diese Maßnahme aber auf schroffe Ablehnung seitens der Marineleitung. Diese sah darin nun eine Untergrabung ihrer Autorität und sprach von einem „sowjetischen Geist“, der damit in die Marine einziehe. Nach nur 107 Tagen wurde er seines Kommandos auf der Michigan enthoben und auf die Marinewerft Puget Sound Naval Shipyard bei Bremerton im Bundesstaat Washington versetzt.
Nach dem Kantō-Erdbeben, das im Jahr 1923 Japan erschütterte, leitete Clark Stearns die amerikanischen Hilfsleistungen. Dafür erhielt er vom Japanischen Roten Kreuz einen Orden, den er nach dem Angriff auf Pearl Harbor am 7. Dezember 1941 wieder an die Japaner zurückschickte. Er starb am 25. Mai 1944 an Bord eines U-Boots vor Miami an einem Herzversagen und wurde auf dem Nationalfriedhof Arlington beigesetzt.